# ییلووه و پراهی
ییلووه و پراهی (به چکی: Jílové u Prahy) یک منطقهٔ مسکونی در جمهوری چک است که در ناحیه پراگ-غرب واقع شده‌است. ییلووه و پراهی ۳٬۷۰۲ نفر جمعیت دارد.

## خواهرخوانده
شهر هولزگرلینگن خواهرخواندهٔ ییلووه و پراهی هست.